# Liste der Abgeordneten zum Österreichischen Nationalrat (XXIV. Gesetzgebungsperiode)
Dies ist eine Liste der Abgeordneten zum Österreichischen Nationalrat (XXIV. Gesetzgebungsperiode). Die XXIV. Gesetzgebungsperiode begann am 28. Oktober 2008 und endete am 28. Oktober 2013. Im Verlauf der Legislaturperiode gehörten 219 Abgeordnete dem Nationalrat an.
Nach der Nationalratswahl vom 28. September 2008 entfielen von den 183 Mandaten 57 auf die Sozialdemokratische Partei Österreichs (SPÖ), 51 auf die Österreichische Volkspartei (ÖVP), 34 auf die Freiheitliche Partei Österreichs (FPÖ), 21 auf das Bündnis Zukunft Österreich (BZÖ) und 20 auf die Die Grünen – Die grüne Alternative (Grüne).

## Funktionen

### Nationalratspräsidium
Nachdem die SPÖ bei der Nationalratswahl den ersten Platz verteidigen konnte, fiel ihr gemäß der parlamentarischen Tradition der Anspruch auf den Ersten Nationalratspräsidenten zu. Die SPÖ nominierte in der Folge erneut Barbara Prammer, die diese Funktion seit dem 30. Oktober 2006 innehatte. Bei der Wahl der Nationalratspräsidenten wurde Prammer am 28. Oktober 2008 mit 140 von 182 Stimmen gewählt. Die ÖVP nominierte für das Amt des Zweiten Nationalratspräsidenten erneut Michael Spindelegger, dem 142 von 170 gültigen Stimmen zufielen. Die Nominierung von Martin Graf zum Dritten Nationalratspräsidenten durch die FPÖ war von den Grünen und Teilen der SPÖ im Vorfeld auf Grund seiner Zugehörigkeit zur Burschenschaft Olympia heftig kritisiert worden. Die Grünen nominierten mit dem ehemaligen Klubobmann Alexander Van der Bellen auch einen Gegenkandidaten. Graf wurde schließlich mit nur 109 Stimmen gewählt, während van der Bellen 27 Stimmen erhielt und 20 Stimmen auf andere Kandidaten entfielen. Graf dürfte bei seiner Wahl nur wenige Stimmen von der SPÖ erhalten haben – nachdem ÖVP, FPÖ und BZÖ, welche die Wahl Grafs unterstützten, zusammen 105 Stimmen auf sich vereinten. Nachdem zwischen 2006 und 2008 die Grünen den Dritten Nationalratspräsidenten gestellt hatten, kam durch die Wahl Grafs die Funktion wieder in die Hände der FPÖ.
Nachdem Michael Spindelegger sein Amt am 2. Dezember 2008 nach seiner Wahl zum Außenminister zurückgelegt hatte, wurde Fritz Neugebauer (ÖVP) zu seinem Nachfolger gewählt. Er wurde am 3. Dezember 2008 mit 124 von 162 abgegebenen Stimmen gewählt. 38 Stimmen entfielen auf andere Abgeordnete.

### Klubobleute
Das Amt des Klubobmanns in der SPÖ übernahm Josef Cap, der bereits zuvor das Amt innegehabt hatte. In der ÖVP war zunächst Josef Pröll Klubobmanns. Nach seiner erneuten Wahl in die Bundesregierung wurde Pröll von Karlheinz Kopf abgelöst. In der FPÖ übernahm Heinz-Christian Strache die Funktion erneut, während das BZÖ Josef Bucher zum Klubobmann wählte. Zuvor hatte lange Zeit Stefan Petzner als Favorit für das Amt des BZÖ-Klubobmanns gegolten. Bei den Grünen löste Eva Glawischnig-Piesczek den langjährigen Klubobmann Alexander Van der Bellen an der Klubspitze ab. Klubobmann des Team Stronach, das im November 2012 als Klub anerkannt wurde, ist Robert Lugar.

### Abgeordnete
| Name                           | Geb  | Gst  | Fraktion     | Mandat                        | Anmerkung |
| ------------------------------ | ---- | ---- | ------------ | ----------------------------- | --- |
| Ablinger Sonja                 | 1966 |      | SPÖ          | 4 – Oberösterreich            | |
| Amon Werner                    | 1969 |      | ÖVP          | 6 – Steiermark                | Am 11. März 2009 für Barbara Riener angelobt |
| Aubauer Gertrude               | 1951 |      | ÖVP          | Bundeswahlvorschlag           | ab 3. Dezember 2008, Nachfolgerin von Christine Marek |
| Auer Jakob                     | 1948 |      | ÖVP          | 4C – Hausruckviertel          | |
| Auer Josef                     | 1956 |      | SPÖ          | 7 – Tirol                     | |
| Bartenstein Martin             | 1953 |      | ÖVP          | Bundeswahlvorschlag           | |
| Bayr Petra                     | 1968 |      | SPÖ          | 9D – Wien Süd                 | |
| Becher Ruth                    | 1956 |      | SPÖ          | 9G – Wien Nord                | |
| Belakowitsch-Jenewein Dagmar   | 1968 |      | FPÖ          | 9 – Wien                      | |
| Binder-Maier Gabriele          | 1956 |      | SPÖ          | 3C – Mostviertel              | ab 3. Dezember 2008 |
| Brosz Dieter                   | 1968 |      | GRÜNE        | 3 – Niederösterreich          | |
| Brunner Christiane             | 1976 |      | GRÜNE        | Bundeswahlvorschlag           | |
| Bucher Josef                   | 1965 |      | BZÖ          | 2D – Kärnten-Ost              | Klubobmann |
| Buchmayr Harry Rudolf          | 1957 |      | SPÖ          | 4B – Innviertel               | am 20. Jänner 2011 für Marianne Hagenhofer angelobt |
| Bures Doris                    | 1962 |      | SPÖ          | 9E – Wien Süd-West            | bis 1. Dezember 2008 |
| Cap Josef                      | 1952 |      | SPÖ          | Bundeswahlvorschlag           | Klubobmann |
| Cortolezis-Schlager Katharina  | 1960 | 2015 | ÖVP          | 9 – Wien                      | |
| Csörgits Renate                | 1954 |      | SPÖ          | Bundeswahlvorschlag           | |
| Darabos Norbert                | 1964 |      | SPÖ          | Bundeswahlvorschlag           | bis 1. Dezember 2008 |
| Darmann Gernot                 | 1975 |      | FPÖ          | Bundeswahlvorschlag           | bis 30. März 2009 für das BZÖ im Wahlkreis 2A - Klagenfurt, Nachfolger Martin Strutz, ab 24. April 2013 als Nachfolger von Elisabeth Kaufmann-Bruckberger                                                                              |
| Deimek Gerhard                 | 1963 |      | FPÖ          | 4 – Oberösterreich            | |
| Dolinschek Sigisbert           | 1954 |      | BZÖ          | 2 – Kärnten                   | |
| Donabauer Karl                 | 1945 |      | ÖVP          | 3C – Mostviertel              | |
| Donnerbauer Heribert           | 1965 |      | ÖVP          | 3A – Weinviertel              | bis 4. Juli 2012, Nachfolger Eva-Maria Himmelbauer |
| Doppler Rupert                 | 1958 |      | FPÖ          | 5 – Salzburg                  | |
| Durchschlag Claudia            | 1958 |      | ÖVP          | 4A – Linz und Umgebung        | ab 24. Februar 2010 für Peter Sonnberger |
| Ehmann Michael                 | 1975 |      | SPÖ          |                               | vom 13. Juni 2013 bis 28. Oktober 2013 |
| Einwallner Thomas              | 1979 |      | ÖVP          | Bundeswahlvorschlag           | bis 30. August 2011, Nachfolger von Ursula Plassnik |
| Eßl Franz                      | 1957 |      | ÖVP          | 5C – Lungau/Pinzgau/Pongau    | |
| Faul Christian                 | 1949 |      | SPÖ          | 6 – Steiermark                | bis 21. September 2010 |
| Faymann Werner                 | 1960 |      | SPÖ          | Bundeswahlvorschlag           | bis 1. Dezember 2008 |
| Fazekas Hannes                 | 1963 |      | SPÖ          | Bundeswahlvorschlag           | |
| Fekter Maria                   | 1956 |      | ÖVP          | 4C – Hausruckviertel          | bis 1. Dezember 2008 |
| Fichtenbauer Peter             | 1946 |      | FPÖ          | 9D – Wien Süd                 | Bis zur Wahl zum Volksanwalt am 30. Juni 2013 |
| Franz Anna                     | 1953 |      | ÖVP          | 8A – Vorarlberg-Nord          | |
| Fuhrmann Silvia                | 1981 |      | ÖVP          | Bundeswahlvorschlag           | |
| Fürntrath-Moretti Adelheid     | 1958 |      | ÖVP          | 6 – Steiermark                | |
| Gahr Hermann                   | 1960 |      | ÖVP          | 7B – Innsbruck-Land           | |
| Gartelgruber Carmen            | 1965 |      | FPÖ          | 7 – Tirol                     | |
| Gartlehner Kurt                | 1952 |      | SPÖ          | 4D – Traunviertel             | |
| Gaßner Kurt                    | 1947 |      | SPÖ          | 4E – Mühlviertel              | |
| Gerstl Wolfgang                | 1961 |      | ÖVP          | 9E – Wien Süd-West            | ab 9. September 2011, Nachfolger von Wolfgang Schüssel |
| Gessl-Ranftl Andrea            | 1964 |      | SPÖ          | 6G – Steiermark-Nordwest      | |
| Glaser Franz                   | 1948 |      | ÖVP          | 1B – Burgenland-Süd           | |
| Glawischnig Eva                | 1969 |      | GRÜNE        | 9 – Wien                      | Klubobfrau |
| Gradauer Alois                 | 1942 |      | FPÖ          | 4A – Linz und Umgebung        | |
| Graf Martin                    | 1960 |      | FPÖ          | 9G – Wien Nord                | 3. Nationalratspräsident |
| Greiner Karin                  | 1967 |      | SPÖ          |                               | vom 1. Juli 2013 bis 28. Oktober 2013 |
| Grillitsch Fritz               | 1959 |      | ÖVP          | 6 – Steiermark                | |
| Grossmann Elisabeth            | 1968 |      | SPÖ          | 6 – Steiermark                | bis 22. September 2009 |
| Großruck Wolfgang              | 1947 |      | ÖVP          | 4C – Hausruckviertel          | ab 3. Dezember 2008, Nachfolger von Maria Fekter |
| Grosz Gerald                   | 1977 |      | BZÖ          | 6 – Steiermark                | |
| Grünewald Kurt                 | 1948 |      | GRÜNE        | 7 – Tirol                     | |
| Haberzettl Wilhelm             | 1955 |      | SPÖ          | Bundeswahlvorschlag           | |
| Hackl Heinz-Peter              | 1954 |      | FPÖ          | 4C – Hausruckviertel          | ab 21. Oktober 2009, Nachfolger von Manfred Haimbuchner |
| Hagen Christoph                | 1968 |      | Stronach     | 8 – Vorarlberg                | bis 14. Oktober 2012 BZÖ, ab 15. Oktober 2012 Team Stronach |
| Hagenhofer Marianne            | 1948 |      | SPÖ          | 4B – Innviertel               | am 19. Jänner 2011 ausgeschieden, Nachfolger Harry Rudolf Buchmayr |
| Hahn Johannes                  | 1957 |      | ÖVP          | 9 – Wien                      | bis 1. Dezember 2008 |
| Haider Roman                   | 1967 |      | FPÖ          | 4 – Oberösterreich            | |
| Haimbuchner Manfred            | 1978 |      | FPÖ          | 4C – Hausruckviertel          | bis 21. Oktober 2009 |
| Hakel Elisabeth                | 1977 |      | SPÖ          | 6 – Steiermark                | |
| Hakl Karin                     | 1967 |      | ÖVP          | 7 – Tirol                     | |
| Hammer Michael                 | 1977 |      | ÖVP          | 4E – Mühlviertel              | am 22. März 2011 für Norbert Kapeller angelobt |
| Haubner Peter                  | 1960 |      | ÖVP          | 5 – Salzburg                  | |
| Haubner Ursula                 | 1945 |      | BZÖ          | 4 – Oberösterreich            | |
| Hechtl Johann                  | 1957 |      | SPÖ          | 3 – Niederösterreich          | |
| Heinzl Anton                   | 1953 |      | SPÖ          | 3D – Niederösterreich-Mitte   | |
| Hell Johann                    | 1955 |      | SPÖ          | 3 – Niederösterreich          | |
| Herbert Werner                 | 1963 |      | FPÖ          | 3 – Niederösterreich          | |
| Himmelbauer Eva-Maria          | 1986 |      | ÖVP          | 3A – Weinviertel              | ab 5. Juli 2012 für Heribert Donnerbauer, jüngste Nationalratsabgeordnete (25 Jahre) |
| Höbart Christian               | 1975 |      | FPÖ          | Bundeswahlvorschlag           | |
| Hofer Norbert                  | 1971 |      | FPÖ          | 1 – Burgenland                | |
| Höfinger Johann                | 1969 |      | ÖVP          | 3D – Niederösterreich-Mitte   | |
| Höllerer Anna                  | 1953 |      | ÖVP          | 3 – Niederösterreich          | |
| Hörl Franz                     | 1956 |      | ÖVP          | 7 – Tirol                     | |
| Hornek Erwin                   | 1959 |      | ÖVP          | 3B – Waldviertel              | |
| Huainigg Franz-Joseph          | 1966 |      | ÖVP          | Bundeswahlvorschlag           | am 27. Jänner 2010 für Beatrix Karl angelobt |
| Huber Gerhard                  | 1965 |      | BZÖ          | 7 – Tirol                     | Vom 11. September 2009 bis zum 27. Jänner 2010 wurde aufgrund von strafrechtlich relevanten Vorwürfen seine Mitgliedschaft im Parlamentsklub des BZÖ ruhend gestellt, am 28. Jänner 2010 wurde diese Ruhendstellung wieder aufgehoben. |
| Hübner Johannes                | 1956 | 2025 | FPÖ          | 9E – Wien Süd-West            | |
| Ikrath Peter Michael           | 1953 |      | ÖVP          | 9F – Wien-Nordwest            | |
| Jannach Harald                 | 1972 |      | FPÖ          | Bundeswahlvorschlag           | |
| Jarmer Helene                  | 1971 |      | GRÜNE        | Bundeswahlvorschlag           | ab 10. Juli 2009, folgte nach dem Ausscheiden von Ulrike Lunacek Karl Öllinger nach, der ein Mandat der Wiener Landesliste annahm |
| Jarolim Johannes               | 1954 |      | SPÖ          | 9C – Wien Innen-Ost           | |
| Jenewein Hans-Jörg             | 1974 |      | FPÖ          | 9 – Wien                      | Ab 1. Juli 2013 als Nachfolger von Andreas Karlsböck auf dem Mandat der Landesliste Wien |
| Jury Josef                     | 1962 |      | FPÖ          | 2C – Kärnten-West             | Bis 27. Dezember 2009 BZÖ, seit 23. November 2010 FPÖ |
| Kaipel Erwin                   | 1952 |      | SPÖ          | 1B – Burgenland-Süd           | |
| Kapeller Norbert               | 1970 |      | ÖVP          | 4E – Mühlviertel              | ab 3. Dezember 2008, Nachfolger von Reinhold Mitterlehner, am 18. März 2011 ausgeschieden |
| Karl Beatrix                   | 1967 |      | ÖVP          | Bundeswahlvorschlag           | bis 26. Jänner 2010 |
| Karlsböck Andreas              | 1960 | 2019 | FPÖ          | 9D – Wien Süd                 | bis 30. Juni 2013 als Abgeordneter der Landesliste Wien, seit 1. Juli 2013 als Nachfolger von Peter Fichtenbauer auf dessen Mandat im Wahlkreis Wien Süd                                                                               |
| Katzian Wolfgang               | 1956 |      | SPÖ          | 9 – Wien                      | |
| Kaufmann-Bruckberger Elisabeth | 1970 |      | Stronach     | Bundeswahlvorschlag           | ab 7. Dezember 2011 Nachfolgerin von Ewald Stadler, ab 31. August 2012 Team Stronach, am 23. April 2013 ausgeschieden, Nachfolger Gernot Darmann                                                                                       |
| Keck Dietmar                   | 1957 |      | SPÖ          | 4A – Linz und Umgebung        | |
| Kickl Herbert                  | 1968 |      | FPÖ          | Bundeswahlvorschlag           | |
| Kirchgatterer Franz            | 1953 | 2017 | SPÖ          | 4C – Hausruckviertel          | |
| Kitzmüller Anneliese           | 1959 |      | FPÖ          | 4E – Mühlviertel              | |
| Klikovits Oswald               | 1959 |      | ÖVP          | 1 – Burgenland                | |
| Köfer Gerhard                  | 1961 |      | fraktionslos | 2 – Kärnten                   | ab 15. August 2012 ohne Klubzugehörigkeit (Wechsel von der SPÖ zum Team Stronach), am 27. März 2013 ausgeschieden, Wechsel in die Kärntner Landesregierung, Nachfolgerin Irene Szep                                                    |
| Kogler Werner                  | 1961 |      | GRÜNE        | 6 – Steiermark                | |
| Königsberger-Ludwig Ulrike     | 1965 |      | SPÖ          | 3C – Mostviertel              | |
| Königshofer Werner             | 1953 |      | fraktionslos | 7 – Tirol                     | Bis 1. August 2011 FPÖ, von 2. August 2011 – 17. Oktober 2011 fraktionslos, dann ausgeschieden |
| Kopf Karlheinz                 | 1957 |      | ÖVP          | 8B – Vorarlberg-Süd           | Klubobmann |
| Korun Alev                     | 1969 |      | GRÜNE        | Bundeswahlvorschlag           | |
| Kößl Günter                    | 1950 |      | ÖVP          | 3C – Mostviertel              | |
| Krainer Kai Jan                | 1968 |      | SPÖ          | 9 – Wien                      | |
| Kräuter Günther                | 1956 | 2021 | SPÖ          | 6B – Steiermark Mitte         | |
| Krist Hermann                  | 1959 |      | SPÖ          | 4A – Linz und Umgebung        | |
| Kunasek Mario                  | 1976 |      | FPÖ          | 6 – Steiermark                | |
| Kuntzl Andrea                  | 1958 |      | SPÖ          | 9 – Wien                      | |
| Kurzmann Gerhard               | 1953 |      | FPÖ          | 6 – Steiermark                | bis 20. Oktober 2010 |
| Kuzdas Hubert                  | 1961 |      | SPÖ          | 3A – Weinviertel              | |
| Lapp Christine                 | 1962 |      | SPÖ          | 9D – Wien Süd                 | |
| Lausch Christian               | 1969 |      | FPÖ          | 3A – Weinviertel              | |
| Lettenbichler Josef            | 1970 |      | ÖVP          | 7C – Unterland                | |
| Lichtenecker Ruperta           | 1965 |      | GRÜNE        | 4 – Oberösterreich            | |
| Linder Maximilian              | 1965 |      | FPÖ          | 2B – Villach                  | Bis 29. Dezember 2009 BZÖ, seit 23. November 2010 FPÖ |
| Lipitsch Hermann               | 1960 |      | SPÖ          | 2 – Kärnten                   | |
| List Kurt                      | 1954 |      | BZÖ          | 6 – Steiermark                | |
| Lohfeyer Rosa                  | 1956 |      | SPÖ          | 5C – Lungau/Pinzgau/Pongau    | |
| Lopatka Reinhold               | 1960 |      | ÖVP          | 6E – Steiermark-Ost           | bis 1. Dezember 2008 und von 26. April 2011 bis 10. September 2012 als Nachfolger von Jochen Pack |
| Lueger Angela                  | 1965 |      | SPÖ          | 9G – Wien Nord                | |
| Lugar Robert                   | 1970 |      | Stronach     | 3 – Niederösterreich          | bis 15. September 2011 BZÖ, ab 16. September 2011 ohne Klubzugehörigkeit, im September 2012 Wechsel zum Team Stronach, Klubobmann |
| Lunacek Ulrike                 | 1957 |      | GRÜNE        | 9 – Wien                      | bis 9. Juli 2009, Nachfolgerin Helene Jarmer |
| Maier Ferdinand                | 1951 |      | ÖVP          | 9 – Wien                      | bis 15. Mai 2012, Nachfolger Franz Windisch |
| Maier Johann                   | 1952 |      | SPÖ          | 5 – Salzburg                  | ab 3. Dezember 2008 |
| Marek Christine                | 1968 |      | ÖVP          | Bundeswahlvorschlag           | bis 2. Dezember 2008 und ab 20. September 2011 als Nachfolgerin von Maria Rauch-Kallat |
| Markowitz Stefan               | 1977 |      | BZÖ          | Bundeswahlvorschlag           | im Oktober 2012 Wechsel zum Team Stronach |
| Matznetter Christoph           | 1959 |      | SPÖ          | Bundeswahlvorschlag           | ab 26. März 2014 |
| Mayer Elmar                    | 1953 |      | SPÖ          | 8 – Vorarlberg                | |
| Mayer Peter                    | 1976 |      | ÖVP          | 4B – Innviertel               | |
| Mayerhofer Leopold             | 1955 |      | FPÖ          | 3 – Niederösterreich          | |
| Mitterlehner Reinhold          | 1955 |      | ÖVP          | 4E – Mühlviertel              | bis 1. Dezember 2008 |
| Molterer Wilhelm               | 1955 |      | ÖVP          | Bundeswahlvorschlag           | bis 30. Juni 2011 |
| Moser Gabriela                 | 1954 | 2019 | GRÜNE        | 4 – Oberösterreich            | |
| Muchitsch Josef                | 1967 |      | SPÖ          | 6 – Steiermark                | |
| Mühlberghuber Edith            | 1964 |      | FPÖ          | 3 – Niederösterreich          | |
| Musiol Daniela                 | 1970 |      | GRÜNE        | 9 – Wien                      | |
| Muttonen Christine             | 1954 |      | SPÖ          | Bundeswahlvorschlag           | ab 3. Dezember 2008 |
| Neubauer Werner                | 1956 |      | FPÖ          | Bundeswahlvorschlag           | |
| Neugebauer Fritz               | 1944 |      | ÖVP          | Bundeswahlvorschlag           | 2. Nationalratspräsident ab 3. Dezember 2008 |
| Oberhauser Sabine              | 1963 | 2017 | SPÖ          | Bundeswahlvorschlag           | ab 3. Dezember 2008 |
| Obernosterer Gabriel           | 1955 |      | ÖVP          | 2 – Kärnten                   | |
| Öllinger Karl                  | 1951 |      | GRÜNE        | Bundeswahlvorschlag, 9 – Wien | Öllinger wechselte am 10. Juli 2009 vom Bundeswahlvorschlag auf ein Mandat der Wiener Landesliste |
| Pack Jochen                    | 1981 |      | ÖVP          | 6E – Steiermark-Ost           | vom 3. Dezember 2008 bis 25. April 2011 sowie seit 11. September 2012 als Nachfolger von Reinhold Lopatka |
| Pendl Otto                     | 1951 | 2021 | SPÖ          | 3G – Niederösterreich-Südost  | |
| Petzner Stefan                 | 1981 |      | BZÖ          | Bundeswahlvorschlag           | |
| Pilz Peter                     | 1954 |      | GRÜNE        | Bundeswahlvorschlag           | |
| Pirklhuber Wolfgang            | 1961 |      | GRÜNE        | 4 – Oberösterreich            | |
| Plassnik Ursula                | 1956 |      | ÖVP          | Bundeswahlvorschlag           | bis 29. August 2011, Nachfolger Thomas Einwallner |
| Plessl Rudolf                  | 1967 |      | SPÖ          | 3A – Weinviertel              | |
| Podgorschek Elmar              | 1958 |      | FPÖ          | 4B – Innviertel               | ab 21. Oktober 2010 für den am Tag zuvor ausgeschiedenen Lutz Weinzinger |
| Prähauser Stefan               | 1948 |      | SPÖ          | 5 – Salzburg                  | |
| Prammer Barbara                | 1954 | 2014 | SPÖ          | Bundeswahlvorschlag           | Nationalratspräsidentin |
| Praßl Michael                  | 1955 |      | ÖVP          | 6D – Steiermark-Südost        | |
| Preiner Erwin                  | 1962 |      | SPÖ          | 1A – Burgenland-Nord          | am 28. Juni 2010 für Gerhard Steier angelobt |
| Prinz Nikolaus                 | 1962 |      | ÖVP          | 4E – Mühlviertel              | |
| Pröll Josef                    | 1968 |      | ÖVP          | Bundeswahlvorschlag           | bis 1. Dezember 2008 |
| Rädler Johann                  | 1952 |      | ÖVP          | 3E – Niederösterreich-Süd     | |
| Rasinger Erwin                 | 1952 |      | ÖVP          | Bundeswahlvorschlag           | ab 3. Dezember 2008, Nachfolger von Josef Pröll |
| Rauch-Kallat Maria             | 1949 |      | ÖVP          | Bundeswahlvorschlag           | vom 1. Juli 2011 bis 12. September 2011, Nachfolgerin Christine Marek |
| Riemer Josef A.                | 1950 |      | FPÖ          | 6 – Steiermark                | am 21. Oktober 2010 für Gerhard Kurzmann angelobt |
| Riener Barbara                 | 1962 |      | ÖVP          | 9F – Wien-Nordwest            | |
| Riepl Franz                    | 1949 |      | ÖVP          | 6 – Steiermark                | |
| Rosenkranz Walter              | 1962 |      | FPÖ          | 3 – Niederösterreich          | |
| Rossmann Bruno                 | 1952 |      | GRÜNE        | Bundeswahlvorschlag           | ab 6. Juli 2012, Nachfolger von Alexander Van der Bellen |
| Rudas Laura                    | 1981 |      | SPÖ          | Bundeswahlvorschlag           | bis 17. März 2014 |
| Sacher Ewald                   | 1949 |      | SPÖ          | 3B – Waldviertel              | |
| Schatz Birgit                  | 1969 |      | GRÜNE        | 5 – Salzburg                  | |
| Scheibner Herbert              | 1963 |      | BZÖ          | 9 – Wien                      | |
| Schenk Martina                 | 1972 |      | BZÖ          | Bundeswahlvorschlag           | |
| Schickhofer Michael            | 1979 |      | SPÖ          | 6 – Steiermark                | am 22. September 2010 für Christian Faul angelobt |
| Schieder Andreas               | 1969 |      | SPÖ          | 9E – Wien Süd-West            | bis 1. Dezember 2008 |
| Schittenhelm Dorothea          | 1954 |      | ÖVP          | 3 – Niederösterreich          | |
| Schmuckenschlager Johannes     | 1978 |      | ÖVP          | 3F – Wien-Umgebung            | ab 3. Dezember 2008, Nachfolger von Michael Spindelegger |
| Schönegger Bernd               | 1977 |      | ÖVP          | 6A – Graz                     | |
| Schönpass Rosemarie            | 1952 |      | SPÖ          | 4C – Hausruckviertel          | |
| Schopf Walter                  | 1956 |      | SPÖ          | 4 – Oberösterreich            | |
| Schultes Hermann               | 1953 |      | ÖVP          | 3A – Weinviertel              | |
| Schüssel Wolfgang              | 1945 |      | ÖVP          | 9E – Wien Süd-West            | bis 8. September 2011, Nachfolger Wolfgang Gerstl |
| Schwentner Judith              | 1968 |      | GRÜNE        | 6 – Steiermark                | |
| Silhavy Heidrun                | 1956 |      | SPÖ          | 6A – Graz                     | |
| Singer Johann                  | 1958 |      | ÖVP          | 4D – Traunviertel             | |
| Sonnberger Peter               | 1957 |      | ÖVP          | 4A – Linz und Umgebung        | bis 23. Februar 2010 |
| Spadiut Wolfgang               | 1955 |      | BZÖ          | 6 – Steiermark                | |
| Spindelberger Erwin            | 1956 |      | SPÖ          | 6F – Steiermark-Nord          | |
| Spindelegger Michael           | 1959 |      | ÖVP          | 3F – Wien-Umgebung            | 2. Nationalratspräsident, bis 1. Dezember 2008 |
| Stadler Ewald                  | 1961 |      | BZÖ          | Bundeswahlvorschlag           | bis 6. Dezember 2011 |
| Stauber Peter                  | 1953 |      | SPÖ          | 2D – Kärnten-Ost              | |
| Stefan Harald                  | 1965 |      | FPÖ          | Bundeswahlvorschlag           | |
| Steibl Ridi                    | 1951 |      | ÖVP          | 6B – Steiermark Mitte         | |
| Steier Gerhard                 | 1956 |      | SPÖ          | 1A – Burgenland-Nord          | bis 23. Juni 2010 |
| Steindl Konrad                 | 1955 |      | ÖVP          | 5B – Flachgau/Tennengau       | |
| Steinhauser Albert             | 1971 |      | GRÜNE        | 9 – Wien                      | |
| Steßl-Mühlbacher Sonja         | 1981 |      | SPÖ          | 6 – Steiermark                | ab 23. September 2009 Nachfolgerin von Elisabeth Grossmann |
| Strache Heinz-Christian        | 1969 |      | FPÖ          | Bundeswahlvorschlag           | Klubobmann |
| Strutz Martin                  | 1961 |      | FPÖ          | 2A – Klagenfurt               | am 31. März 2009 für Gernot Darmann nachgerückt, bis 27. Dezember 2009 BZÖ, seit 23. November 2010 FPÖ |
| Stummvoll Günter               | 1943 |      | ÖVP          | 3B – Waldviertel              | |
| Szep Irene                     | 1953 |      | SPÖ          | 2 – Kärnten                   | am 9. April 2013 angelobt, Nachfolgerin von Gerhard Köfer |
| Tadler Erich                   | 1958 |      | Stronach     | 5 – Salzburg                  | am 28. Jänner 2010 aus dem BZÖ-Klub ausgeschlossen, im September 2012 Wechsel zum Team Stronach |
| Tamandl Gabriele               | 1966 |      | ÖVP          | 9 – Wien                      | ab 3. Dezember 2008, Nachfolgerin von Johannes Hahn |
| Themessl Bernhard              | 1951 |      | FPÖ          | 8 – Vorarlberg                | |
| Unterreiner Heidemarie         | 1944 | 2025 | FPÖ          | 9 – Wien                      | |
| Van der Bellen Alexander       | 1944 |      | GRÜNE        | Bundeswahlvorschlag           | bis 5.7.2012 |
| Venier Mathias                 | 1984 |      | FPÖ          | 7 – Tirol                     | ab 18. September 2011, Nachfolger von Werner Königshofer |
| Vilimsky Harald                | 1966 |      | FPÖ          | Bundeswahlvorschlag           | |
| Vock Bernhard                  | 1963 |      | FPÖ          | 3 – Niederösterreich          | |
| Walser Harald                  | 1953 |      | GRÜNE        | 8 – Vorarlberg                | |
| Weinzinger Lutz                | 1943 | 2021 | FPÖ          | 4B – Innviertel               | bis 20. Oktober 2010, Nachfolger Elmar Podgorschek |
| Weninger Hannes                | 1961 |      | SPÖ          | 3F – Wien-Umgebung            | |
| Westenthaler Peter             | 1967 |      | BZÖ          | Bundeswahlvorschlag           | |
| Widmann Rainer                 | 1967 |      | BZÖ          | 4 – Oberösterreich            | |
| Windbüchler-Souschill Tanja    | 1976 |      | GRÜNE        | 3 – Niederösterreich          | |
| Windholz Ernest                | 1960 |      | BZÖ          | 3 – Niederösterreich          | |
| Windisch Franz                 | 1957 |      | ÖVP          | 9 – Wien                      | ab 16. Mai 2012 als Nachfolger von Ferdinand Maier |
| Winter Susanne                 | 1957 |      | FPÖ          | 6 – Steiermark                | |
| Wittmann Peter                 | 1957 |      | SPÖ          | 3E – Niederösterreich-Süd     | |
| Wöginger August                | 1974 |      | ÖVP          | 4 – Oberösterreich            | |
| Wurm Gisela                    | 1957 |      | SPÖ          | 7 – Tirol                     | |
| Zanger Wolfgang                | 1968 |      | FPÖ          | 6 – Steiermark                | |
| Zinggl Wolfgang                | 1954 |      | GRÜNE        | 9 – Wien                      | |

## Quelle
- Abgeordnete zum Nationalrat der XXIV. Gesetzgebungsperiode auf den Seiten des österreichischen Parlaments